# Aleksandra Hamkało
Aleksandra Hamkało (ur. 19 października 1988 w Zielonej Górze) – polska aktorka.

## Życiorys
Jest córką aktora Józefa Hamkały. Jako trzylatka zadebiutowała w reklamie telewizyjnej. Ukończyła IX Liceum Ogólnokształcące im. Juliusza Słowackiego we Wrocławiu (2007), a w 2012 naukę na Wydziale Aktorskim krakowskiej PWST (filia we Wrocławiu).
W 2009 wystąpiła w wideoklipie grupy Behemoth do piosenki Ov Fire And The Void. W 2012 zagrała główną rolę w dramacie Big Love. W 2013 pojawiła się w spocie zrealizowanym przez ONZ na potrzeby ogólnoświatowej kampanii społecznej ukazującej problem głodu, gdzie wcieliła się w postać Czerwonego Kapturka. Prowadzi blog filmowo-kulinarny.
Jest laureatką Nagrody Publiczności na XXX Festiwalu Szkół Teatralnych w Łodzi w 2012. W tym samym roku została nagrodzona za najlepszy debiut aktorski na festiwalu Młodzi i Film w Koszalinie i nominowana do nagrody Złotej Kaczki.

## Życie prywatne
W 2012 wyszła za Filipa Kalinowskiego. Mają córkę, Jagnę (ur. 2016) oraz syna Gustawa (ur. 2021).

## Filmografia

### Filmy
- 1999: Odlotowe wakacje jako Wenda
- 2001: Jutro będzie niebo jako dziewczynka
- 2004: Poza zasięgiem jako Katia
- 2011: Sala samobójców jako Karolina Zimmer, koleżanka Dominika
- 2012: Big Love jako Emilia Baumgardt
- 2014: Ziarno prawdy jako Klara
- 2015: Disco polo jako „Mikser”
- 2015: Sprawiedliwy jako Hania
- 2016: 7 rzeczy, których nie wiecie o facetach jako Zosia
- 2017: Gotowi na wszystko. Exterminator jako Julcia
- 2019: Miszmasz, czyli kogel-mogel 3 jako Agnieszka Wolańska
- 2022: Koniec świata, czyli kogel-mogel 4 jako Agnieszka Wolańska

### Seriale
- 2002−2003: Świat według Kiepskich jako sierotka (odc. 140 i 154)
- 2003: Fala zbrodni jako Joanna Raczyńska, córka wiceministra (odc. 2)
- 2005, 2007: Biuro kryminalne jako koleżanka Ani (odc. 4, wystąpiła również w odc. 17)
- 2007, 2009: Pierwsza miłość jako:
  - córka kobiety z „castingu”,
  - Agnieszka „Salupa” Szabelska
- 2011: Linia życia jako Alicja Grabowska, siostra Igora
- 2012: Komisarz Alex jako Ola
- 2012: Paradoks jako Kasia Bilewska, córka Artura (odc. 11)
- 2012: Ojciec Mateusz jako Iwona Piątek (odc. 108)
- 2013–2014: Lekarze jako Basia Torzewska
- 2014: Świat według Kiepskich jako Wioletka (odc. Nacopoco)
- od 2016: Na dobre i na złe jako Julia Bart
- 2018–2019: Ślad jako lekarz medycyny sądowej Anna Szpunar
- 2018: Za marzenia jako klientka „Cyganki” (odc. 10)
- 2022: Ojciec Mateusz jako sędzia Sylwia Midowicz (odc. 354 i 357)

### Teatr
- 2012: Testament psa czyli historia o miłosiernej
- 2012: Poper, wybrane sceny. Pavor Nocturnus.
- 2013: Zagraj to jeszcze raz, Sam – Linda